# 76 mm pukovnijski top M1927
76 mm pukovnijski top M1927, sovjetski top korišten za potporu pješaštvu. Proizvodnja modela započela je 1928. nakon čega je napravljeno više od 16.000 primjeraka. 1943. u proizvodnji ga je zamijenio 76 mm M1943.